# Tara (von Neudorf)
Tara (von Neudorf) (ur. 1974 w Luduș, węg. Marosludas, niem. Ludasch w Siedmiogrodzie) – współczesny artysta rumuński.

## Życiorys
Studiował na Wydziale Grafiki Uniwersytetu Sztuki i Dizajnu (Universitatea de Artă și Design, UAD) w Klużu-Napoce, gdzie następnie kontynuował naukę na Wydziale Malarstwa. Od 2005 r. związany jest z Anaid Art Gallery w Bukareszcie, która zorganizowała kluczowe w jego dorobku wystawy: „Black Rumania” (2005), „Finis Mundi” (2007), „Generation Djihad” (2009), „Raving History” (2012). Wystawia również za granicą m.in. w Holandii, w Niemczech, w USA, na Węgrzech. W 2012 r. otrzymał nagrodę Strabag Artaward International, wtedy odbyła się również wystawa jego prac w Wiedniu. Pierwszą w Polsce wystawę artysty – „Kartograf złowrogiej historii. Tara (von Neudorf)” – zorganizowała Galeria Międzynarodowego Centrum Kultury w Krakowie (4 września – 24 listopada 2013 r.). Artysta mieszka i tworzy w Sybinie i Bukareszcie. W ewangelickim kościele w opuszczonej wiosce Engelthal w Saksonii Siedmiogrodzkiej tworzy monumentalną instalację opowiadającą o „końcu narodu”, czyli historii siedmiogrodzkich Sasów; tam też powstanie atelier artysty.

## Twórczość
Tara (von Neudorf) należy do grupy młodych rumuńskich artystów – kontestatorów dotychczasowej sztuki reprezentowanej przez Związek Artystów Plastyków, którzy pod koniec lat 90. XX w. zwrócili się w kierunku niepublicznych przestrzeni sztuki, by zyskać swobodę artystycznej wypowiedzi. Artyści ci dotykają:

newralgicznych punktów rumuńskiego porewolucyjnego społeczeństwa, przywołując na pierwszy plan zagadnienia związane z seksualnością, korupcją, religią, wojnami, polityką itd. – pisze Diana Dochia. Wszystkie te elementy były uznawane za tabu w czasach komunizmu […] Współczesna sztuka, według mentalności i kryteriów okresu komunizmu, nie powinna intrygować ani rodzić znaków zapytania".

Tara najchętniej posługuje się czarnym markerem i czerwoną farbą – jego najbardziej znane prace powstały na starych, komunistycznych mapach i planszach szkolnych.
Artysta tworzy na „peryferiach” Europy, ale odnosi się także do zagadnienia geopolityki sztuki. Jego sztuka naznaczona jest kontekstem miejsca, z którego pochodzi i gdzie tworzy: Transylwanii. Lokalny kontekst jest okazją do artystycznej opowieści o tożsamości, trudnej historii, współistnieniu kultur, niezabliźnionych ranach, pustce wyludnionych dziś miejsc. Słowa-klucze, wokół których koncentruje się jego twórczość, zostały wypisane na jednej z prac słynnej serii „Black Rumania”: korupcja, bieda, komunizm, głupota, rasizm, strach, kłamstwa, biurokracja, niepełnosprawność, chciwość, rozpacz („RO”, 2005). Komentuje relacje Rumunii i Unii Europejskiej, uczy komunistycznej historii, odkrywa krwawe karty wielkich ideologii. Mapy, święte księgi i symbole religijne, flagi, daty, miejsca kaźni, trumny, czołgi, medialne przekazy, krew… Mocną kreską i wyrazistym kolorem Tara mówi o sprawach ważnych, fundamentalnych. Dr Monika Rydiger, współkuratorka wystawy Tary w Krakowie, mówi

Złożony charakter sztuki Tary pogłębiają niezwykła wiedza i świadomość historyczna artysty, jego absolutnie bezkompromisowa postawa wobec wszelkich politycznych manipulacji i totalitarnych strategii. Mapy Tary o niezwykle mocnych i ekspresyjnych walorach formalnych ujawniają to ze zdwojoną siłą. Nie jest bez znaczenia fakt, że Tara (von Neudorf) urodził się w Siedmiogrodzie [...]. W kontekście pogmatwanych i bolesnych dziejów tego regionu mapy Tary stają się swoistą kartografią poszukiwania straconej tożsamości”.

## Wystawy
- 2005: „Black Rumania”, Anaid Art Gallery w Bukareszcie, kurator Diana Dochia
- 2007: „Finis Mundi”, Anaid Art Gallery w Bukareszcie, kurator Diana Dochia
- 2009: „Generation Djihad”, Anaid Art Gallery w Bukareszcie, kurator Diana Dochia
- 2011: „Trans(a)gressive Millennium”, MODEM Modern és Kortárs Művészeti Központ w Debreczynie, kurator Diana Dochia
- 2012: „Raving History”, Anaid Art Gallery w Bukareszcie, kurator Diana Dochia
- 2012: „In the name of... ”, STRABAG Artlounge w Wiedniu
- 2013: „Kartograf złowrogiej historii. Tara (von Neudorf)”, Galeria Międzynarodowego Centrum Kultury w Krakowie, kuratorzy Monika Rydiger, Łukasz Galusek